# Herczku Szabolcs
Herczku Szabolcs (Budapest, 1975. augusztus 19. –) magyar labdarúgó, középpályás.

## Pályafutása

### Labdarúgóként
Herczku Szabolcs 1996. április 6-án játszotta első labdarúgó-mérkőzését az NB1-ben A Honvéd színeiben a Ferencváros csapata ellen. 1995 és 1997 között összesen 3 mérkőzést játszott a Honvédben. Ezt követően Dorogre igazolt, az NB I/B-ben szereplő Budalakk Konzorcium FC Dorog csapatához 1998-ban, ahol több mérkőzésen is pályára lépett, azonban fél szezont követően szerződést bontott az egyesület vele. Később játszott Győrött, és a Gázszerben is. 1999-ben Szegedre igazol, ott 15 mérkőzésen kapott lehetőséget a játékra. Szegedről átigazolt a Diósgyőrhöz, ahol 10 mérkőzésen volt a pályán.

## Emberrablási ügye
Herczku Szabolcsot a Baunok házaspár elrablásával és meggyilkolásával vádolták, társaival, Mészáros Tibor Jánossal és Mészáros Tiborral. 2011. december elején 2 millió forintos nyomravezetői díjat tűztek ki, és elfogatóparancsot is kiadtak ellenük. Herczku Szabolcsék a nyomravezetői díj kitűzése utáni héten feladták magukat. 2014. június 12-én a Szolnoki Törvényszék életfogytig tartó fegyházbüntetésre ítélte a volt labdarúgót. A bűnsegédként elítélt Herczku 25 év múlva szabadulhat. Az ítélet 2015. április 29-én másodfokon jogerőre emelkedett .